# 롯데햄
(주)롯데햄(영어: Lotte Ham Co.,LTD.)은 햄, 식육, 냉동식품 등을 만드는 기업으로 2013년 롯데삼강(현 롯데푸드)에 인수합병되었다.

## 연혁
- 1978년 4월 12일 롯데유업 설립 (대표이사: 신격호)
- 1979년 3월 23일 롯데축산으로 상호명 변경
- 1981년 10월 9일 롯데햄-롯데우유 상호명 변경
- 2007년 4월 1일 롯데햄-롯데우유에서 롯데햄으로 상호 변경 및 롯데우유주식회사 설립
- 2013년 1월 1일 롯데삼강에 피흡수합병. 롯데삼강에서 롯데푸드로 사명 변경
- 2022년 7월 1일 롯데제과(현 롯데웰푸드)에 흡수 합병

## 제품
롯데햄의 제품은 크게 2가지로 분류된다.

### 육가공류
의성마늘햄, 키스틱, 로스팜, 롯데비엔나, 런천미트, 에센뽀득 등이 있다.

## 냉동식품류
고기산적, 북촌명가 손만두, 북촌명가 군만두, 북촌명가 고기만두 등이 있다.

## 같이 보기
- 롯데마트
- 롯데칠성음료